# Rudolf Pannwitz
Pour les articles homonymes, voir Pannwitz.
Rudolf Pannwitz, né le 27 mai 1881 à Crossen-sur-l'Oder en Silésie (Prusse) et mort le 23 mars 1969  à Astano (canton du Tessin, Suisse) est un écrivain et philosophe allemand.

## Biographie
Après le gymnasium, Rudolf Pannwitz étudie la philosophie, la philologie classique, l'allemand et le sanscrit à Marbourg et à Berlin.
Il devient célèbre en 1917 grâce à son livre Die Krisis der europäischen Kultur. En 1921, il s'installe sur l'île de Koločep, en Dalmatie (actuelle Croatie). Rudolf Pannwitz est exclu par les Nazis en 1933 de l'Académie des arts de Berlin. À partir de 1948, il habite à Ciona, un quartier de Carona (actuellement faisant partie de la ville de Lugano), dans le Tessin (Suisse).

## Œuvres principales
- 1909 : Die Erziehung
- 1912 : Formenkunde der Kirche
- 1917 : Die Krisis der europaeischen Kultur, Nuremberg
- 1919 : Die deutsche Lehre
- 1926 : Kosmos Atheos
- 1930 : Logos, Eidos, Bios
- 1936 : Der Ursprung und das Wesen der Geschlechter
- 1948 : Das Weltalter und die Politik
- 1951 : Der Nihilismus und die werdende Welt